# Karabudachkient
Karabudachkient (ros. Карабудахкент) – wieś w Rosji, w Dagestanie, ośrodek administracyjny rejonu karabudachkienckiego. W 2010 liczyła 15 356 mieszkańców, głównie Kumyków.